# 오스카 (프로게이머)
오스카(본명: 박상준)는 대한민국의 리그 오브 레전드 프로게이머로 포지션은 탑 라이너이다. 아이디는 Oscar를 사용하고 있다.

## 선수 생활
오스카는 KeG 경기 소속으로 2019년 대통령배 아마추어 e스포츠 대회 4강에 진출했다.
2020년 5월 WhereAreYouFrom에 입단했다. 하지만 팀은 챌린저스 서머 2020 승강전에서 러너웨이에 1-3으로 완패하며 챌린저스 진출에 실패했다.
2020년 6월 하이프레시 브리온 아카데미팀에 입단했다. 챌린저스 서머 2020 4주차 경기를 앞두고 브리온 1군팀에 합류했다. 2020 서머시즌 종료 후 하이프레시 브리온과의 계약을 해지했다.